# Arctocyonia
Os Arctociônios ( Arctocyonia) são uma ordem extinta de mamíferos ungulados primitivos que inclui as famílias dos Arctocyonidae, Oxyclaenidae e Quettacyonidae.
São os prováveis ancestrais dos Mesonychia e Artiodactyla (incluídos aí os Cetacea), com os quais são às vezes reunidos num clado chamado Eparctocyonia. Os Arctocyonia são às vezes chamados de Procreodi (Matthew, 1909), e foram no passado considerados como parte das ordens Creodonta e Condylarthra.

## Filogenia
```
  
Eparctocyonia

  |--
Arctocyonia

     |--
Mesonychia
 
     `--|--
Ruminantia
 
        `--|--
Suiformes

           |     
           `--|--
Cetacea

              |
              `--
Ancodonta
```

## References
- Arctocyonidae, in The Palaeobiology Database. ()
- Arctocyonidae, in Paleocene Mammals.
 ()
- Boisserie, Jean-Renaud & Lihoreau, Fabrice. Emergence of Hippopotamidae: new scenarios. C. R. Palevol 5 (2006) 749–756.
- Kondrashov, P. E. & Lucas, S. G. (2006). Early Paleocene (Puercan and Torrejonian) archaic ungulates (Condylarthra, Procreodi and Acreodi) of the San Juan Basin, New Mexico. in Lucas, S.G., Spielmann, J.A., Hester, P.M., Kenworthy, J.P. and Santucci, V.L., eds., 2006, Fossils from Federal Lands. New Mexico Museum of Natural History and Science Bulletin 34.